# Kingpin: Life of Crime
Pour les articles homonymes, voir Kingpin.
Kingpin: Life of Crime est un jeu développé par Xatrix Entertainment et publié par Interplay Entertainment en 1999 sur PC.

## Système de jeu
Kingpin est un FPS. Le jeu se déroule en vue subjective dans un monde en 3D. L'objectif est de trouver la fin des niveaux en tuant tous les ennemis.
Il est possible d'acheter des armes, munitions, armures et kits de soin dans les "Pawn-O-Matic", des magasins.
Il est possible de fouiller les cadavres pour en tirer quelques billets de dollars. Cet argent servira à acheter des armes ou à engager des gangsters comme hommes de main (deux au maximum), gangsters qu'il est possible de recruter dans des bars.

## Histoire
Le joueur incarne Thug, un gangster laissé pour mort par les sbires de Nicky Flotsam, un lieutenant du caïd de la ville possédant des usines pétrochimiques. Thug décide de se venger et par là-même de devenir le Kingpin, le caïd de Radio City, la ville où se déroule le jeu.

## Bande-son
Au niveau des voix, Kingpin est très cru : le langage est bien plus qu'ordurier. Cependant, en version américaine, le jeu est censuré et des BIP! masquent les grossièretés. En français le jeu n'est quasiment pas censuré. On peut noter également que la version française du jeu est de très bonne qualité.
Les musiques, elles sont tirées de l'album Cypress Hill IV de Cypress Hill. Il y a trois pistes différentes qui existent en version instrumentale ou intégrale : Checkmate, 16 Men Till There's No Men Left et High Times.

### Voix françaises
- Pascal Renwick : Thug
- Thierry Desroses : Kingpin, Luke, voix additionnelles
- Sylvain Lemarié : Lenny, Moker, voix additionnelles
- Frédéric Cerdal : Nicki, vendeur du Pawn-o-Matic, voix additionnelles
- Patrick Borg : Lamont, voix additionnelles
- Véronique Alycia : Bambi, voix additionnelles
- Coco Noël : voix additionnelles
- Gérard Surugue : voix de l'interphone du Pawn-o-Matic
- Martine Meiraghe : voix additionnelles
- Thierry Mercier : voix additionnelles

## Graphismes
Kingpin utilise une version améliorée du moteur de Quake II.
L'atmosphère du jeu est très sombre et rappelle les villes américaines rongées par la misère et le crime. Des éléments de rétro futurisme sont présents, conférant à l'ambiance un caractère très original. On croise ainsi des éléments architecturaux rappelant la première moitié du XXe siècle, tout comme des appareils électriques ou des voitures dans l'esprit des années 1930. Le jeu est décrit comme prenant place dans "un passé qui n'a jamais eu lieu".
Au niveau de la violence, le jeu est très gore, presque autant que Soldier of Fortune. L'installateur permet de choisir d'activer ou non les éléments de vulgarité et de gore. Dans la version américaine, le gore est supprimé.

## Ville
Kingpin se déroule dans une ville américaine imaginaire, Radio City. D'après une carte que l'on peut voir dans le jeu, on peut penser que cette ville se situe sur la côte est des États-Unis, mais rien ne permet de l'assurer ni de savoir si elle se trouve au Nord ou au Sud. Radio City est composée de plusieurs quartiers : le centre-ville (Downtown), la banlieue (Skidrow), le quartier portuaire et ses docks; mais ce sont surtout des zones industrielles que l'on visite : Steeltown (fonderies), Poisonville (usines pétrochimiques), Trainyard (gare de triage)...

## Accueil
Kingpin a été très bien reçu par la critique spécialisée, obtenant un 19/20 sur Jeuxvideo.com, un 8/10 sur Gamekult et 75 % dans le magazine Joystick. La qualité des graphismes a été unanimement saluée, ainsi que l'ambiance sombre et violente. Ont surtout été critiqués le gameplay relativement classiques malgré quelques innovations, ainsi que la courte durée de vie du jeu.